# Iga
Igaⓘ – imię żeńskie. Usamodzielnione w czasach współczesnych zdrobnienie imienia Jadwiga. Może być również zdrobnieniem imienia Ignacja.
Wśród imion nadawanych nowo narodzonym dzieciom, Iga w 2022 r. zajmowała 17. miejsce w grupie imion żeńskich.
Iga imieniny obchodzi razem z Jadwigą.
Znane osoby o imieniu Iga lub używające takiego pseudonimu:
- Iga Baumgart-Witan – polska lekkoatletka
- Iga Cembrzyńska – polska aktorka, właśc. Maria Elżbieta Cembrzyńska
- Iga Mayr – polska aktorka
- Iga Świątek – polska tenisistka
- Iga Krefft – polska aktorka
- Iga Wyrwał – polska modelka i aktorka